# Зелепукин, Иван Григорьевич
Иван Григорьевич Зелепу́кин (1924—1993) — участник Великой Отечественной войны, Герой Советского Союза, командир отделения управления минометной роты 202-го гвардейского стрелкового полка 68-й гвардейской стрелковой дивизии, гвардии сержант.

## Биография

Мемориальная доска Герою Советского Союза Зелепукину Ивану Григорьевичу на доме 10 по улице Кирова в Воронеже

Родился 9 сентября 1924 года в Аткарске (ныне Саратовской области). До призыва в армию работал в паровозном депо Аткарск электриком.
С марта 1942 года — на фронтах Великой Отечественной войны. С августа 1943 года до окончания войны воевал на Воронежском, 1-м Украинском, 1-м Прибалтийском фронтах.
25 сентября 1943 года принимал участие в битве за Днепр. За мужество и отвагу, проявленную при форсировании реки Днепр представлен к награждению званием Героя Советского Союза. Указом Президиума Верховного Совета СССР «О присвоении звания Героя Советского Союза генералам, офицерскому, сержантскому и рядовому составу Красной Армии» от 10 января 1944 года за «образцовое выполнение боевых заданий командования на фронте борьбы с немецко-фашистскими захватчиками и проявленные при этом отвагу и геройство» удостоен звания Героя Советского Союза с вручением ордена Ленина и медали «Золотая Звезда».
В 1947 году демобилизован из Советской Армии. Член ВКП(б) с 1949 года.
В 1951 году окончил юридическую школу и первый курс Саратовского юридического института им. Д. И. Курсого, переехал в Воронеж. В 1957 году получил высшее образование, проживал в Воронеже, работал в органах прокуратуры. Служил помощником прокурора в Лискинском районе, заместителем прокурора Центрального района Воронежа (1951—1984). Имел классный чин старшего советника юстиции.
Скончался 26 августа 1993 года. Похоронен в Воронеже на Коминтерновском кладбище.
Память
На доме, где он жил (Кирова, 10), в память о нём установлена мемориальная доска, торжественное открытие которой состоялось 13 апреля 2005 года.

## Награды
- Медаль «Золотая Звезда» (№ 6879) (10 января 1944)
- орден Ленина (10 января 1944)
- орден Красного Знамени (1944)
- орден Отечественной войны I степени (1985)
- медали…